# RV & AV Excelsior in het seizoen 1955/56
Het seizoen 1954/1955 was het eerste jaar in het bestaan van de Rotterdamse betaaldvoetbalclub Excelsior. De club kwam uit in de Hoofdklasse A en eindigde daarin op de 11e plaats, dit betekende dat de club in het nieuwe seizoen uitkwam in de Eerste divisie.

## Wedstrijdstatistieken

### Hoofdklasse A
|       | ADO   | Ajax  | Amsterdam | DOS   | EBOH  | Eindhoven | Fortuna '54 | HVC   | Limburgia | NAC   | NOAD  | Rigtersbleek | Roda Sport | Sparta | Stormvogels | Vitesse | VVV   |
| ----- | ----- | ----- | --------- | ----- | ----- | --------- | ----------- | ----- | --------- | ----- | ----- | ------------ | ---------- | ------ | ----------- | ------- | ----- |
| Thuis | 3 – 2 | 4 – 6 | 0 – 0     | 0 – 0 | 1 – 0 | 1 – 2     | 2 – 3       | 4 – 1 | 0 – 1     | 1 – 0 | 2 – 1 | 1 – 1        | 3 – 3      | 0 – 2  | 2 – 3       | 5 – 3   | 2 – 1 |
| Uit   | 3 – 0 | 4 – 0 | 1 – 2     | 4 – 3 | 0 – 1 | 1 – 1     | 5 – 1       | 1 – 3 | 0 – 0     | 2 – 1 | 3 – 0 | 0 – 0        | 3 – 4      | 2 – 2  | 0 – 0       | 0 – 1   | 3 – 3 |

## Statistieken Excelsior 1955/1956

### Eindstand Excelsior in de Nederlandse Hoofdklasse A 1955 / 1956
| Stand | Gespeeld | Gewonnen | Gelijk | Verloren | Punten | Doelpunten voor | Doelpunten tegen |
| ----- | -------- | -------- | ------ | -------- | ------ | --------------- | ---------------- |
| 11e   | 34       | 12       | 10     | 12       | 34     | 53              | 61               |

### Topscorers
| Competitie \| # \| Naam \| \| \| ------ \| ------------------- \| -- \| \| 1. \| Nol Braams \| 16 \| \| 2. \| Lo Dörr \| 10 \| \| 3. \| Louis Corpeleijn \| 7 \| \| 4. \| Sjaak Westhpaal \| 4 \| \| 5. \| Gerrie den Hartog \| 3 \| \| 5. \| Heimen Lagerwaard \| 3 \| \| 5. \| Daan Pijper \| 3 \| \| 8. \| Wim van Kilsdonk \| 2 \| \| 8. \| Dick van den Polder \| 2 \| \| 8. \| Rik van Veldhuizen \| 2 \| \| 11. \| Adriaan Verhulst \| 1 \| \| Totaal \| Totaal \| 53 \| |                     |      |
| # | Naam                | Goal |
| 1. | Nol Braams          | 16   |
| 2. | Lo Dörr             | 10   |
| 3. | Louis Corpeleijn    | 7    |
| 4. | Sjaak Westhpaal     | 4    |
| 5. | Gerrie den Hartog   | 3    |
| 5. | Heimen Lagerwaard   | 3    |
| 5. | Daan Pijper         | 3    |
| 8. | Wim van Kilsdonk    | 2    |
| 8. | Dick van den Polder | 2    |
| 8. | Rik van Veldhuizen  | 2    |
| 11. | Adriaan Verhulst    | 1    |
| Totaal | Totaal              | 53   |